# Палм-Веллі (Техас)
Палм-Веллі (англ. Palm Valley) — місто (англ. city) в США, в окрузі Камерон штату Техас. Населення — 1413 особи (2020).

## Географія
Палм-Веллі розташований за координатами 26°12′16″ пн. ш. 97°45′16″ зх. д. / 26.20444° пн. ш. 97.75444° зх. д. (26.204445, -97.754319).  За даними Бюро перепису населення США в 2010 році місто мало площу 1,58 км², з яких 1,55 км² — суходіл та 0,04 км² — водойми.

## Демографія
Згідно з переписом 2010 року, у місті мешкали 1304 особи в 628 домогосподарствах у складі 416 родин. Густота населення становила 824 особи/км².  Було 709 помешкань (448/км²).
Расовий склад населення:
| - 95,3 % — білих - 0,7 % — азіатів - 0,6 % — чорних або афроамериканців - 0,5 % — корінних американців - 0,2 % — вихідців з тихоокеанських островів - 1,7 % — осіб інших рас |

До двох чи більше рас належало 1,0 %. Частка іспаномовних становила 23,5 % від усіх жителів.
За віковим діапазоном населення розподілялося таким чином: 15,3 % — особи молодші 18 років, 50,1 % — особи у віці 18—64 років, 34,6 % — особи у віці 65 років та старші. Медіана віку мешканця становила 55,8 року. На 100 осіб жіночої статі у місті припадало 88,7 чоловіків;  на 100 жінок у віці від 18 років та старших — 87,6 чоловіків також старших 18 років.
Середній дохід на одне домашнє господарство  становив 96 521 долар США (медіана — 73 571), а середній дохід на одну сім'ю — 114 363 долари (медіана — 92 500). Медіана доходів становила 70 536 доларів для чоловіків та 51 250 доларів для жінок. За межею бідності перебувало 4,7 % осіб, у тому числі 4,2 % дітей у віці до 18 років та 3,1 % осіб у віці 65 років та старших.
Цивільне працевлаштоване населення становило 683 особи. Основні галузі зайнятості: освіта, охорона здоров'я та соціальна допомога — 29,1 %, роздрібна торгівля — 13,6 %, публічна адміністрація — 13,5 %.